# A Rainbow Warrior elsüllyesztése
A Rainbow Warrior a Greenpeace nemzetközi környezetvédő szervezet hajója volt, amely ellen a francia titkosszolgálat 1985-ben merényletet követett el, elsüllyesztve azt. Az Ördögi Hadművelet (Opération Satanique) kódnevet viselő műveletnek egy halálos áldozata volt.

## Az események
1985 júliusában a Rainbow Warrior, a Greenpeace környezetvédő csoport hajója Új-Zélandon, Aucklandben horgonyzott, hogy később további hajókat vezessen a Mururoa zátonyhoz tiltakozásul a francia atomkísérletek ellen. Céljuk az volt, hogy megakadályozzák a kísérletek megkezdését.
A François Mitterrand vezette francia kormány a francia hírszerző ügynökséget, a DGSE-t bízta meg, hogy hárítsa el ezt a fenyegetést. Valószínűsíthetően Charles Hernu, a védelmi miniszter személyes utasítására Pierre Lacoste admirális, a francia titkosszolgálatok vezetője azonnal megindította a Opération Satanique műveletet. A műveleti irányítás tisztjei határozott tiltakozásának ellenére sem tartották be az előkészületekre és a felderítésre szükséges időt. A DGSE két ügynökét bízták meg, hogy magukat a Turange házaspárnak kiadva (Dominique Prieur mint Sophie Turenge és Alain Mafart mint Alain Turenge) hamis svájci útlevelekkel a feladatot végrehajtsák. A terv szerint két aknát kellett elhelyezni a hajótesten, melyek közül az első – a gyengébb – megijesztette volna a hajón tartózkodókat, akik a partra menekülnek, majd a második a még a kikötőben lévő hajót elsüllyesztette volna. A fenti két ügynök feladata a felderítés és az előkészületek végrehajtása volt, az aknákat egy három katonai búvárból álló, az Ouvéa vitorláson érkezett második csapat helyezte el.
A műveletet 1985. július 10-én hajtották végre. Az aknákat a Turenge házaspár szállította furgonjában, és két búvár helyezte el felfújható csónakból, míg a későbbiekben a vörös sipkás emberként azonosított harmadik a hajót kormányozta. A l’Express megerősítette, hogy ő Gérard Royal volt, későbbi alezredes, Ségolène Royal politikusnak, későbbi köztársasági elnökjelöltnek fivére. 23:50-kor a hajó elsüllyedt, azonban a portugál származású holland fényképész, Fernando Pereira az első robbanás után visszament a hajón maradt felszereléséért, és életét vesztette a második robbanásban. A Turange házaspárt az aucklandi rendőrség hamar elfogta a búvárok szállítására bérelt furgon miatt. A körülmények „szerencsétlen” egybeesése, hogy akkoriban a kikötő környékén történt jelentős számú betörés miatt éjjeliőrt rendeltek oda, aki, látva a félreeső helyen várakozó furgont, feljegyezte a rendszámot, mely alapján a rendőrség gyorsan léphetett.
Az aknák elhelyezésére szolgáló csónak alján talált ujjlenyomatok alapján őket vádolták meg az akna elhelyezésével. Akkoriban a vízzel hosszasan érintkező tárgyak felületéről az ujjlenyomatok vételének technikája nem volt túlságosan ismert, azonban a Turenge házaspár szerencsétlenségére pont akkor tartózkodott Aucklandben egy szakértőcsoport, akik ezzel az új módszerrel ujjlenyomatokat tudtak felfedezni, melyek pár hónappal korábban biztosan rejtve maradtak volna.
Július 12-én 9 óra után nem sokkal az új-zélandi rendőrség előállított két svájci papírokkal rendelkező turistát, a Turenge házaspárt. Alaban Galbraith főfelügyelő, a Criminal Investigation Branch vezetője  gyanút fogván elküldött egy-egy táviratot Londonba és Bernbe. A válasz július 14-én érkezett: az útlevelek hamisak. Az új-zélandi sajtó ekkor kezdte a francia titkosszolgálatokat vádolni az események miatt.
Július 23-án gyanúsították meg őket a gyilkosság elkövetésével. Az új-zélandi miniszterelnök, David Lange idegen elemeket vádolt bűnrészességgel, közvetve célozva Franciaországra. Július 26-án az ügyészség nemzetközi elfogatóparancsot adott ki az Ouvéa vitorlás utasai ellen és az akció előtt a Greenpeace-be beépült DGSE-ügynök ellen.
A egyre-másra nyilvánosságra hozott, Laurent Fabius miniszterelnök gyanúját is felkeltő kompromittáló dokumentumok hatására Mitterrand augusztus 6-án jelentést kért Bernard Tricot államtanácsostól, ami augusztus 26-án a DGSE minden felelősségének elhárításával végződött. Amikor szeptember 17-én a Le Monde napilap információkat hozott nyilvánosságra egy harmadik egységről is, a francia védelmi minisztérium továbbra is tagadta, hogy a Turenge házaspárként tevékenykedő ügynökeik és az Ouvéa legénysége követte volna el a merényletet, azonban a botrány kitörését már semmi nem akadályozhatta meg.  Szeptember 20-án Charles Hernu védelmi miniszter lemondott és Pierre Lacoste admirálist felmentették. 22-én Laurent Fabius végül elismerte a televízióban, hogy a francia titkosszolgálatok követték el a Rainbow Warrior elleni támadást.

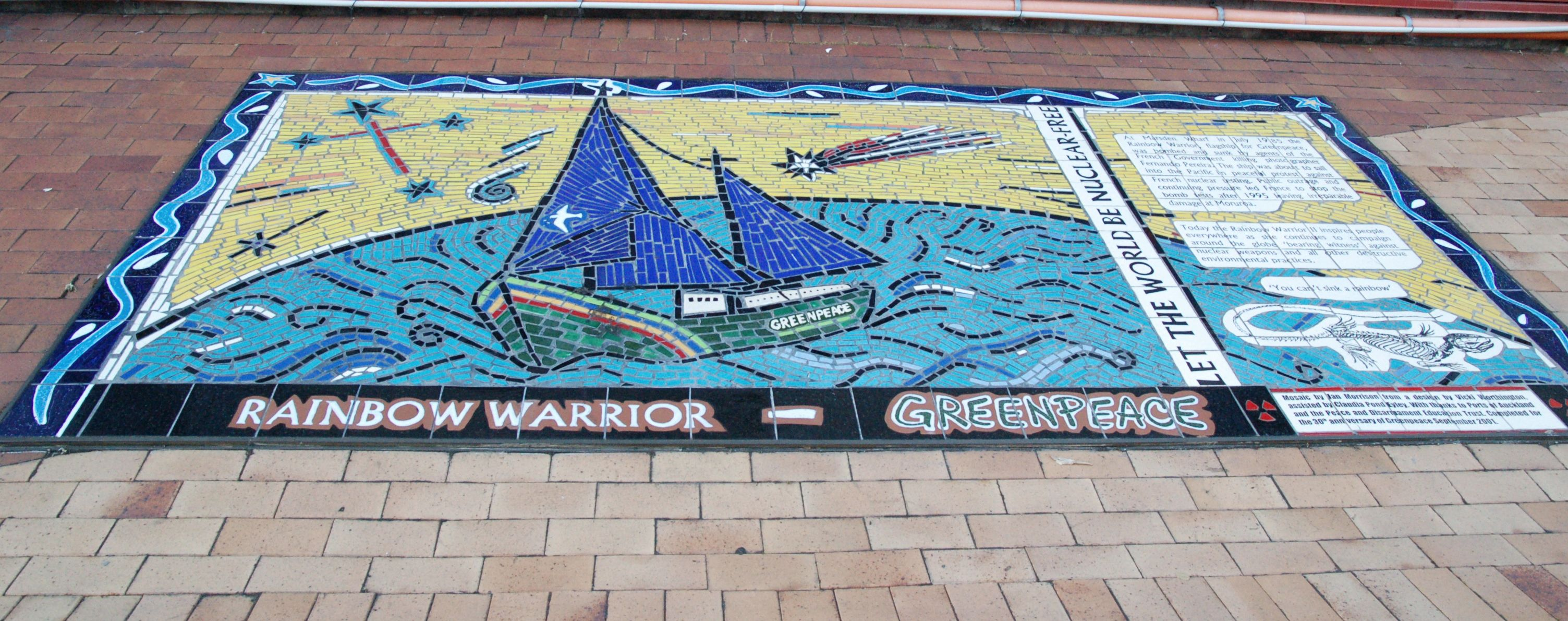
A Rainbow Warrior emlékműve Aucklandben

1985. november 4-én Alain Mafart és Dominique Prieur megjelent az aucklandi törvényszék előtt, ahol bűnösnek vallották magukat nem szándékos emberölés vádjában. Az ügynököket november 22-én 10 év börtönre ítélték. 1986 júliusában szállították őket a Hao-atollra, majd hamarosan visszahelyezték őket szolgálatba lépésük helyére, Franciaországba.
Az eljárást filmre vették, melyet 2006. szeptember 26-tól vetített az állami TVNZ. Az új-zélandi legfelsőbb bíróság visszautasította az ügynökök tiltakozását a film sugárzása miatt.

## Az új-zélandi álláspont
„Ez volt Új-Zéland szuverenitása ellen valaha elkövetett legsúlyosabb bűn. Egy állam által elkövetett terroristaakció, egy háborús cselekedet.”

– Geoffrey Palmer, korábbi új-zélandi miniszter

## A Lacoste-jelentés
Egy 1986. április 8. dátumú, 2005 júliusáig titokban maradt titkos jelentésben Lacoste admirális alátámasztja, hogy 

„1985. március 19-én Patrick Careil, Charles Hernu kabinetfőnöke személyesen kérte fel a DGSE mozgósítására, hogy megakadályozzák a Greenpeace tervét a mururoai francia atomkísérletekbe való beavatkozásra 1985 nyarán.”

Szerinte egyértelmű volt, hogy a Greenpeace elleni akció François Mitterrand beleegyezésével történt:

„Május 15-én 18 órakor fogadott a köztársasági elnök, amikor is első napirendi pontként tettem fel a kérdést (…). Megkérdeztem, hogy engedélyezi-e az akció végrehajtását, melyre Charles Hernu felhivta a figyelmem. Beleegyezését adta, hangsúlyozva, hogy milyen nagy jelentőséget tulajdonít a nukleáris kísérleteknek. Nem is részleteztem a továbbiakat, engedélye egyértelmű volt.”

A védelmi miniszter lemondott, hogy elhárítsa a felelősséget az elnökről, Pierre Lacoste admirális megbízatását René Imbot tábornok visszavonta.

## Végkifejlet
Az ügy miatt igen megromlott a két ország viszonya. Mivel Franciaország visszavonta nyilatkozatát a Nemzetközi Bíróság döntéseinek kötelező érvényű elfogadásáról 1974-ben, ezért az ügy nem kerülhetett  a bíróság elé. A két fél az ENSZ főtitkárához fordult (akkor Javier Pérez de Cuéllar) hogy segítsen a helyzet rendezésében egy a mindkét fél számára kötelező határozat meghozatalával.
A határozat előírja Franciaország számára a hivatalos bocsánatkérést és 7 millió dollár kártérítés fizetését. Július 9-én három egyezményt írtak alá a ratifikáló okiratok cseréjével egybekötve a kapcsolatok rendezésére. Ennek megfelelően szállították a Francia Polinéziához tartozó Hao-szigetre a két ügynököt azzal a kikötéssel, hogy 3 évig nem szállíthatók vissza az anyaországba. Franciaország ezt megszegve 1987. december 14-én hozatta haza Mafartot életveszélyes fenyegetésre hivatkozva, majd 1988. május 6-án Prieurt orvosi okok miatt. Új-Zéland ezután az ügyet a határozatnak megfelelően döntőbíróság elé vitte. A két ország kapcsolata hosszú éveken át feszült maradt.
1987-ben a francia állam 8,16 millió dolláros kártérítést fizetett a Greenpeace-nek.

## Új Rainbow Warrior
25 évvel azután, hogy a hajót elsüllyesztették, a lengyelországi Gdańskban megkezdődött az "új Rainbow Warrior" nevű hajó építése. A hajó testét a gdański hajógyárban építik, a felszereléseket és más eszközöket pedig Németországban szerelik fel. Az építés megkezdése tiszteletére rendezett ünnepségen részt vett a 25 éve elsüllyesztett Rainbow Warrior kapitánya, Peter Willcox is.

## Bibliográfia
- Carnets secrets d'un nageur de combat : du "Rainbow warrior" aux glaces de l'Arctique (1999), Alain Mafart, éd. Albin Michel, ISBN 2-226-10831-9
- Agent Secrète, Dominique Prieur, éd. Fayard, ISBN 2-213-59277-2

## Magyar feldolgozás
- Nemere István: Szivárványharcos. Pallas, Budapest, 1989. ISBN 9632722418